# Manuel García Gargallo
Manuel García Gargallo (Barcelona, 24 juni 1973) is een Spaans onderzoeker en schrijver, gespecialiseerd in sportgeschiedenis. Hij heeft geschiedenis aan de Universiteit van Barcelona (UB) gestudeerd. Zijn boeken richten zich zowel op sport op de Balearen, vooral voetbal  en wielrennen, als op klassieke muziek. Hij heeft zich ingezet voor het behoud van lokaal cultureel sporterfgoed door bijgedragen te hebben aan het behoud van het Tirador Velodroom en het herstel van het naburige Canódromo Balear (voor vroegere windhondenraces) als toekomstig stadsbos van Palma. Hij werkt samen met de regionale pers en schrijft over verscheidene onderwerpen, zoals geschiedenis of de actualiteit.

## Werken
- (ca) García Gargallo, Manuel (2013). Els origens de l'Atlètic Balears (1920-1942). Dels inicis a la fusió. Lulú, Barcelona. ISBN 978-84-09-43355-1.[6]
- (ca) García Gargallo, Manuel, Vidal Perelló, Miguel (2017). 100 anys del Club Deportiu Consell. 1918-2018. Graficmon, Palma. ISBN 978-84-697-6479-4.[7]
- (ca) García Gargallo, Manuel (2018). El velòdrom de Tirador. Una història de l'esport a Mallorca. Illa Edicions, Palma. ISBN 978-84-947890-1-4.[8]
- (es) García Gargallo, Manuel (2019). Campeonatos Regionales de Baleares. Orígenes y desarrollo (1900-1940). CIHEFE, Madrid. ISBN 978-84-948698-6-0.[9]
- (ca) García Gargallo, Manuel (2020). L’Atlètic Balears (1920-1942): Els primers anys d’una entitat centenària. Documenta Balear, Palma. ISBN 978-84-18441-08-0.[10]
- (ca) García Gargallo, Manuel (2021). El Canòdrom Balear. Una historia del llebrer a Palma. Documenta Balear, Palma. ISBN 978-84-18441-28-8.[11]
- (es) García Gargallo, Manuel (2022). El mundo sonoro del siglo XX. 101 obras clásicas para un siglo. Documenta Balear, Palma. ISBN 978-84-18441-71-4.[12]